# Pelops

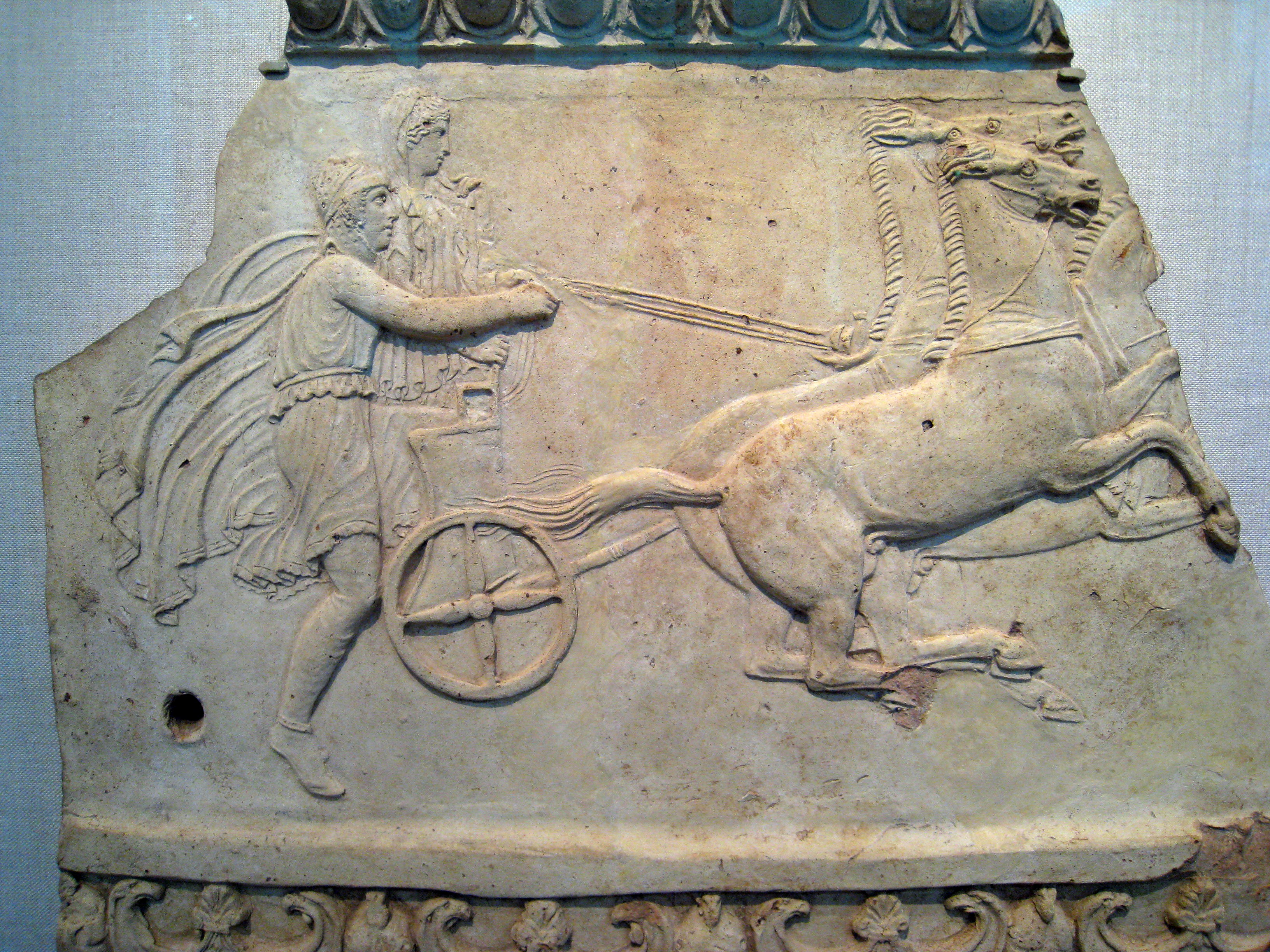
Pelops und Hippodameia

Pelops (altgriechisch Πέλοψ Pélops) ist in der griechischen Mythologie nach der gängigen, allerdings jüngeren Genealogie der Sohn des Königs Tantalos, Bruder der Niobe, des Broteas und des Daskylos. Eine ältere Tradition scheint ihn als Sohn des Hermes aufgefasst zu haben. Unzweifelhaft ist in den Mythen hingegen seine Herkunft aus Kleinasien, und er wird Lyder, Phryger oder Paphlagonier, sogar Dardaner genannt.

## Mythos
Pelops wurde von seinem Vater Tantalos in Stücke geschnitten und gekocht den Göttern als Speise vorgesetzt, um deren Allwissenheit auf die Probe zu stellen. Die Götter merkten aber den Betrug und ließen das Mahl unberührt; nur Demeter, die wegen der Trauer um ihre Tochter Persephone nicht ganz bei Sinnen war, verzehrte eine Schulter. Zeus befahl darauf dem Hermes, die Stücke wieder in den Kessel zu legen, aus welchem dann Klotho den Knaben in erneuter Schönheit hervorzog. Die fehlende Schulter ersetzte Demeter durch eine elfenbeinerne, weshalb alle Nachkommen des Pelops – die Pelopiden – als erbliches Abzeichen ihres Geschlechts ein weißes Mal auf der Schulter hatten. Tantalos wurde zur Strafe in den Tartaros verbannt und dort den sprichwörtlichen Tantalosqualen ausgesetzt. Der griechische Dichter Pindar hingegen erzählt, dass der wahre Hintergrund der Ereignisse lediglich darin bestand, dass Poseidon seinen Liebling Pelops in den Olymp entführt habe, weshalb die angebliche Gefräßigkeit der Götter nur als boshafte Lüge neidischer Nachbarn zu verstehen sei.
Zum schönen Jüngling herangewachsen, kam Pelops nach Pisa in der Elis als Freier der Hippodameia, der Tochter des Königs Oinomaos. Oinomaos hatte bereits viele Freier seiner Tochter im Wagenrennen besiegt und darauf erschlagen bzw. (nach anderer Version) während des Rennens von hinten erstochen. Mit Hilfe der Pferde, welche ihm Poseidon geschenkt hatte (dessen Geliebter er zeitweise gewesen sein soll), oder durch die Treulosigkeit des Myrtilos, des Wagenlenkers des Oinomaos, errang Pelops jedoch den Sieg und somit auch die Hand der Hippodameia. Als hierauf Myrtilos den bedungenen Lohn seines Verrats verlangte, wurde er von Pelops bei Geraistos auf Euböa ins Meer gestürzt. Im Sterben verfluchte Myrtilos seinen Mörder und dessen gesamte Nachkommenschaft, und von dieser Freveltat her schreibt sich auch der Fluch, der fortan auf dem Haus des Pelops ruhte, und der ein fruchtbarer Stoff für die Tragödiendichter wurde.
Dieser Fluch setzte sich, einer bekannten Sagentradition nach, in seinen beiden Söhnen Atreus und Thyestes fort, die ihr Leben lang in gegenseitigem Hass verbunden waren, übertrug sich auf seine Enkel Agamemnon und Aigisthos und wurde erst durch Agamemnons Sohn Orestes beendet, der zuvor jedoch seine Mutter tötet.
Durch den Mord an Oinomaos wurde Pelops zum König von Pisa, die Peloponnes ist nach ihm benannt.

## Das Geschlecht der Pelopiden
Hippodameia hatte mit Pelops zahlreiche Nachkommen, die das Geschlecht der Pelopiden begründeten:
- Ailinos
- Alkathoos, König von Megara
- Argeios
- Atreus, König von Mykene
- Dias
- Epidauros, manchmal auch Sohn des Apollon bezeichnet
- Hippalkmos, den Argonauten, auch Hippalkus, Hippalmos oder Hippalkimos geschrieben
- Hippasos
- Kleon, auch Kleonos, Kleones oder Kleonymos, von Atreus als Herrscher in Kleonai eingesetzt
- Kopreus
- Korynthios
- Kynosuros
- Pittheus, König von Troizen
- Pleisthenes
- Skeiron oder Skiron, der auch als ein Sohn des Poseidon gesehen wird; und
- Thyestes

- Antibia
- Archippe, die Mutter von Eurysteos und Alkyone
- Astydameia, von einigen als Mutter des Amphitryon bezeichnet
- Eurydike
- Lysidike, nach anderen die Mutter des Amphitryon
- Nikippe

Mit der Nymphe Axioche zeugte er den Chrysippos, dessen Vergewaltigung durch den thebanischen König Laios zur Vorgeschichte der Ödipussage gehört.

## Herrschaftsbereich
Seine Herrschaft dehnte Pelops von Pisa zunächst über Olympia, wo er die Spiele erneuerte, dann über Arkadien aus.
Die ganze südliche Halbinsel Griechenlands aber erhielt von ihm den Namen Peloponnes (wörtlich „Pelopsinsel“), und vor allen Heroen wurde er hoch verehrt. Sein Grabmal fand sich am Alpheios bei Pisa.

## Rezeption
Bei einem Besuch des heiligen Vinzenz Ferrer im spanischen Ort Morella 1414 wollte ihm die Frau, bei der er wohnte, eine Mahlzeit kredenzen, die seinem Rang entsprach. Da sie jedoch zu arm war, um Fleisch zu kaufen, schlachtete sie kurzerhand ihren eigenen Sohn und setzte ihn ihrem hohen Gast vor. Als Vinzenz Ferrer die Situation durchschaute, setzte er den Knaben wieder zusammen und erweckte ihn zum Leben. Allerdings fehlte diesem ab nun ein kleiner Finger: Seine Mutter hatte gekostet, ob das Gericht gut genug gewürzt sei. … Mit dieser Legende wird offenbar der Pelops-Mythos, wenn auch in veränderter Gestaltung, hagiographisch rezipiert.